# Epson HX-20

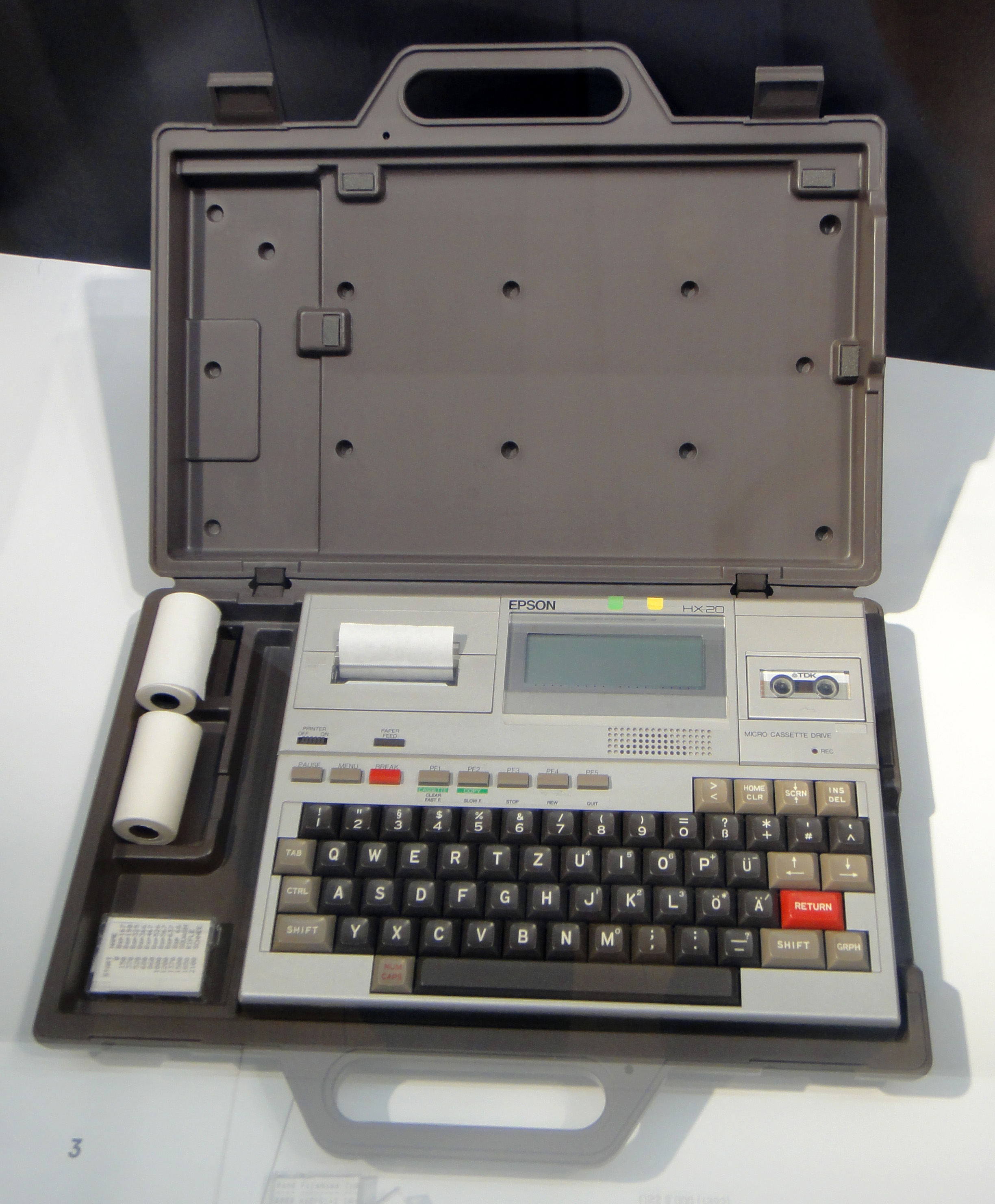
La Epson HX-20 en su estuche de transporte con dos rollos de papel de repuesto.

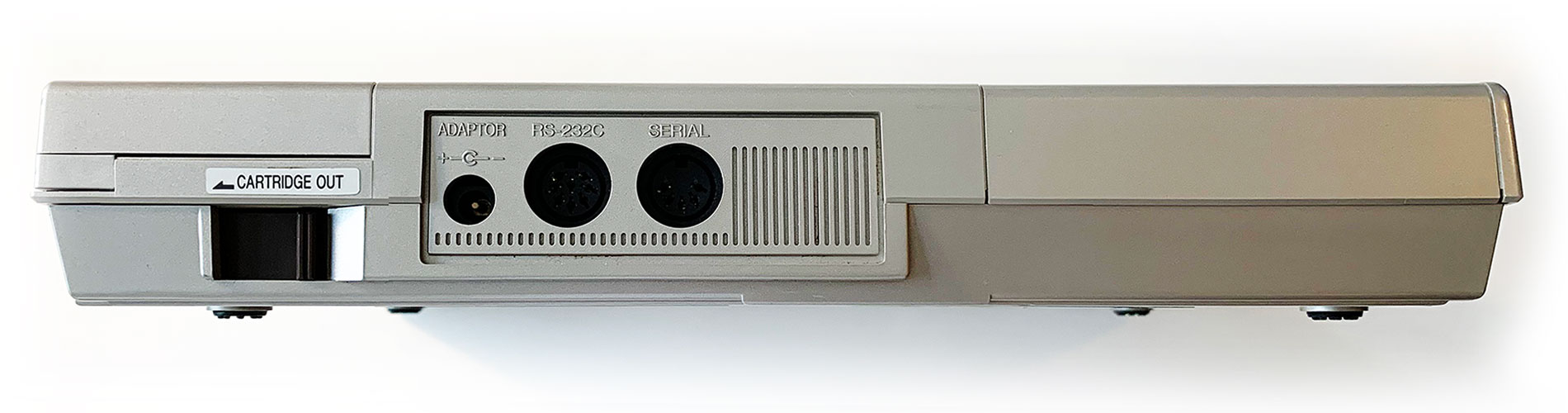
Epson HX-20: Interfaces en la parte posterior de la Epson HX-20

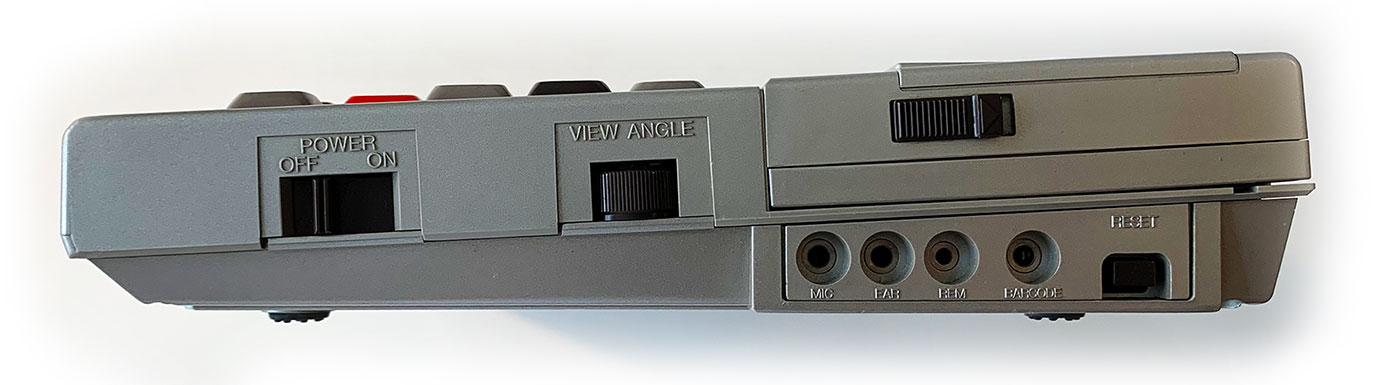
Epson HX-20: Las interfaces en el lado derecho de la Epson HX-20

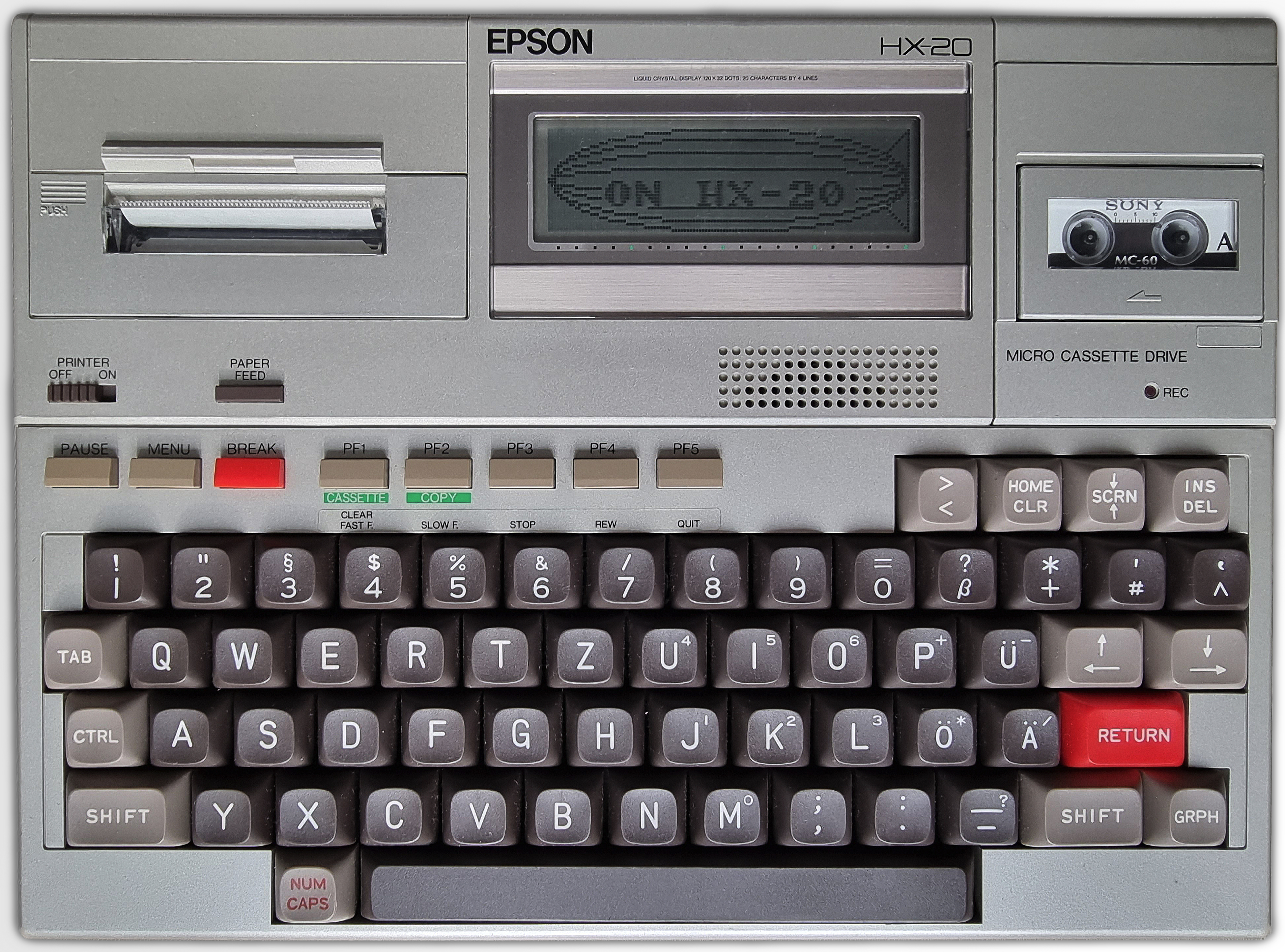
Vista frontal de la Epson HX-20 con teclado alemán

El Epson HX-20 (también conocido como HC-20, Shinshu Seiki/Suwa Seikosha HC-20 en Japón), es generalmente considerado como el primer ordenador portátil tipo Notebook. Fue inventado en julio de 1980 por Yukio Yokozawa, quien trabajaba para Suwa Seikosha, una filial de la compañía japonesa Seiko (ahora Seiko Epson), recibiendo una patente por la invención. Fue anunciado por Epson en noviembre de 1981 en Japón, y Epson lo presentó en Norteamérica como HX-20 en la feria de computadoras COMDEX de 1981 en Las Vegas, donde atrajo mucha atención por su portabilidad. Se lanzó al mercado masivo en julio de 1982, como HC-20 en Japón y como Epson HX-20 en Norteamérica con un precio inicial de 795 dólares Con el tamaño de un cuaderno A4 y un peso de 1,6 kg, fue aclamado por la revista BusinessWeek como la "cuarta revolución en la informática personal". Es por esta razón muy valorado entre coleccionistas.

## Detalles Técnicos
- Microprocesador 2 Hitachi 6301 a 0.614 MHz en configuración maestro/esclavo. El Maestro se encarga del teclado la memoria y la pantalla y el esclavo del altavoz, la impresora y la unidad de microcasete.
- ROM 32 KB ampliables a 64
- Memoria RAM: 16 KB ampliables a 32
- Carcasa: Pequeña del tamaño de un cuaderno DIN A4 (290 mm (11,4 plg) * 215 mm (8,5 plg) * 44 mm (1,7 plg)), en plástico gris o crema, 3/5 ocupados por el teclado. En la zona superior aloja una impresora matricial del tipo calculadora, la pantalla de cristal líquido de 4 x 20 caracteres, 120 × 32 píxels y un alojamiento para cartuchos/lectograbadora de microcasete. Peso de 1600 g (56,44 oz)
- Teclado QWERTY / QWERTZ de 68 teclas tipo máquina de escribir (excepto las 8 teclas programables en la zona superior). Teclado codificado por colores: negro las alfanuméricas, gris claro 2 ⇧ Mayús, CTRL, Tab ↹, CAPS LOCK (rotulada en tinta roja y situada junto a la espaciadora), GRPH (permite acceder a los caracteres semigraficos), 2 teclas de cursor, NUM (para activar el keypad numérico incluido en el teclado, al estilo de los modernos notebooks), HOME/CLR, SCAN UP/SCAN DOWN e INS/DEL, naranja RETURN. Carece de ESC.
- Sonido : generador de pulsos programable, cuatro octavas con medios tonos
- Dispositivo de almacenamiento de datos todos opcionales
  - Lectograbadora de microcasete integrada como un módulo en la esquina superior derecha
  - Lectograbadora externa de casete o microcasete
  - disquetera externa de 3,5 pulgadas
- Entrada/salida :
  - Lateral izquierdo
    - Conector IDC de 40 pines del bus de expansión con bus de direcciones de 16 bits; Bus de datos de 8 bits y líneas de control.

  - Trasera
    - Liberador de cartucho
    - Conector de fuente de alimentación externa
    - Conector DIN de 8 pines RS-232C Full/half duplex, 110 to 4800 BPS
    - Conector DIN de 5 pines Serial RS-232C level, Full/half duplex 38.4K BPS

  - Lateral derecho
    - Interruptor de encendido/apagado
    - Control de ángulo de visión
    - Interfaz de casete externa minijack MIC, minijack EAR y conector de control
    - Conector propietario de Lector de códigos de barras
    - Interruptor de Reset
- Fuente de alimentación
  - Batería de níquel-cadmio, internas; Tipo sub C (cilindro, L 43 mm, D 23 mm; 1,5 V), 1100 mA/H; Capacidad de funcionamiento de 40 horas (menos dependiendo del uso del puerto RS-232C, impresora o microcasete opcional)
  - Adaptador de CA 120V

## Opciones
- Unidad de expansión: 8 KB de RAM más 24 KB de ROM o 16 KB de RAM más 16 KB de ROM. La expansión total es de 32 KB
- Cartucho ROM: utiliza una ROM de 8,16 o 32 KB para cargar el programa en la RAM

## Periféricos
- microimpresora de impacto de matriz de puntos de 24 columnas; velocidad de impresión de 42 líneas por minuto; gráficos direccionables por bit: conjunto completo de caracteres ASCII en mayúsculas y minúsculas; cinta de cartucho. Interno
- Epson TF-20 disquetera externa de dos unidades con su propia CPU y sistema operativo, concepto muy similar al Commodore 1541
- Acoplador acústico Epson CX-20
  - Modo de comunicaciones: Full/half dúplex seleccionable
  - Modo operativo: Modo ORIG/ANS, seleccionable
  - Velocidad de señalización: Hasta 300bps
  - Interfaz: Estándar RS-232C
  - Fuente de alimentación: Baterías de Ni-Cad, adaptador de CA (120 V + 10 %, 60 kHz); cargar con adaptador de CA

## LCD
La pantalla LCD tiene 120 × 32 píxeles y está controlada por seis circuitos integrados de controlador LCD μPD7227, cada uno de los cuales es responsable de 40 × 16 píxeles de la pantalla LCD. El μPD7227 usa un protocolo serial y tiene dos bancos de memoria para cambiar entre las filas 0-7 y 8-15. Cuenta con múltiples modos, incluidos "Write", "Read", "AND", "OR" y "Character". El modo "carácter" dibuja caracteres de un mapa de caracteres integrado.
Cada banco es de 40 bytes con el bit 6 de la dirección determinando el banco y aunque la dirección puede ser hasta 127, no pasará nada al intentar acceder a datos fuera de los bancos. Si la acción del puntero en un comando se establece en decremento y el puntero está en 0, el puntero se ajustará a 127.

## Características
Epson anunció el HX-20 con una fotografía y edición de fotos de la computadora en dos páginas enfrentadas de una revista con el título "Actual size" ("Tamaño real"). Con aproximadamente el tamaño de una página de tamaño DIN A4, la Epson HX-20 cuenta con un teclado completo, Batería de níquel-cadmio recargables, una pantalla de cristal líquido integrada de 120 × 32 píxeles que permite 4 líneas de 20 caracteres, una Impresora matricial de tamaño de calculadora , el lenguaje de programación EPSON BASIC, dos CPU Hitachi 6301 a 614 kHz (configurado como Master-Slave) que es esencialmente un Motorola 6801 mejorado , 16 KiB de memoria RAM ampliable a 32 KiB, dos puertos RS-232 a un máximo de 4800 bits/s para el primer conector DIN de 8 pines diseñado para módem o impresora serial con el segundo puerto capaz de 38400 bits/s usando un conector DIN de 5 pines que se usaba principalmente con una unidad de disquete externa Epson TF-20 y una pantalla de video un concepto temprano de docking station, estaba disponible el Acoplador acústico Epson CX-20 a 300 bit/s, unidad de microcasete opcional incorporada, conector para lector de código de barras.
Utiliza un sistema operativo propietario, que consta del intérprete EPSON BASIC y un programa monitor de código máquina, y pesa aproximadamente 1,6 kilos Los colores conocidos de la máquina son plata y crema, mientras que algunos prototipos eran gris oscuro. El HX-20 se suministró con un estuche de transporte gris o marrón. Un acoplador acústico externo , el CX-20, estaba disponible para el HX-20, al igual que una unidad de disquete externa, el TF-20, y un dispositivo de comunicación aumentada (ACD) de síntesis de voz externo, RealVoice. Otra extensión fue el video de 40 × 24 caracteres conectado en serie. Usaba un protocolo especial, EPSP, que también era usado por la disquetera externa.
La duración de la batería del HX-20 fue de aproximadamente 50 horas ejecutando BASIC y menos usando el microcasete, impresora o RS-232. La integridad de los datos podría preservarse en el rango de 4,0 a 6,0 V. La fuente de alimentación estaba clasificada para 8 W. Trabajando y /o cargando tolera un rango de 5–35 °C. La integridad de los datos podría preservarse en 5–40 °C. El HX-20 podría almacenarse entre−20–60 °C.
La posterior y más popular TRS-80 Model 100, diseñada por Kyocera, debe mucho al diseño del HX-20.

## Recepción
BYTE en septiembre de 1983 escribió que el HX-20, disponible en los Estados Unidos durante aproximadamente un año, no había tenido éxito debido a la falta de software o accesorios. La revisión señaló que Epson había incluido la unidad de microcasete que anteriormente costaba 160 dólares en la configuración estándar de 795 dólares, además de incluir un procesador de texto simple. BYTE elogió a la impresora como "nada menos que asombrosa", pero criticó la falta de un sistema operativo para el almacenamiento de casetes y dijo que, en comparación con la pantalla de la TRS-80 Model 100, "la HX-20 parece primitiva".

## Monitor

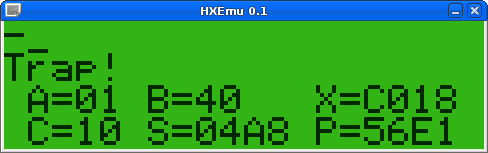
Monitor ingresado a través de una trampa

Se puede acceder al programa Monitor a través del menú principal al inicio presionando 1, escribiendo el comando "MON" en BASIC o provocando una trampa, es decir, escribiendo/leyendo a/desde direcciones protegidas o ejecutando una instrucción ilegal. En el caso de una, se mostrará en el Monitor "Trap!" y el usuario puede usarlo para la depuración.
Al ingresar al Monitor, muestra un aviso en la primera línea, "Trap!"  en la segunda línea (si se ingresa a través de una trampa) y los registros de la CPU tal como estaba justo antes de acceder al Monitor en la tercera y cuarta línea. Estos registros son A (Acumulador A), B (Acumulador B), X (Registro de índice), C (Registro de código de condición), S (Puntero de pila) and P (Contador de programa).
Monitor se puede usar para leer y escribir en la memoria, modificar los registros de la CPU, ejecutar código en direcciones específicas en la memoria, guardar/cargar memoria a/desde una opción de complemento, etc. Esto es muy útil para depurar programas escritos en Lenguaje de máquina a diferencia de los programas escritos en el lenguaje de programación EPSON BASIC.

## Mapa de memoria
| Start | End  | Description                          |
| ----- | ---- | ------------------------------------ |
| 0000  | 001F | Registros internos                   |
| 0020  | 003F | Selección de E/S                     |
| 0040  | 007F | Registros RTC + RAM                  |
| 0080  | 3FFF | RAM                                  |
| 4000  | 5FFF | Utilizado por la unidad de expansión |
| 6000  | 7FFF | ROM #4 (Option ROM)                  |
| 8000  | 9FFF | ROM #3                               |
| A000  | BFFF | ROM #2                               |
| C000  | DFFF | ROM #1                               |
| E000  | FFFF | ROM #0                               |

Las ROM #0 y #1 se conocen como ROM de E/S, manejan el restablecimiento del sistema y brindan funciones para usar la pantalla LCD, el teclado, el reloj, la impresora, el altavoz, la comunicación en serie, etc. Las ROM de E/S son equivalentes al BIOS en PC modernas. La ROM #0 también contiene la tabla de vectores de interrupción en FFF0-FFFF. FFFE-FFFF determina en qué se debe configurar el contador del programa al encenderlo o reiniciarlo. En el conjunto estándar de ROM para el HX-20, este valor es E000, el inicio de la ROM #0.
Las ROM #2 y #3 contienen el intérprete BASIC. Si se eliminan las BASIC ROMs de la placa base, la opción BASIC del menú principal desaparecerá, dejando solo MONITOR. Esto se debe a que la ROM #3 contiene un encabezado de programa que es detectado por las rutinas del menú. Esto funciona igual para todos los programas creados por el usuario, excepto que el tipo de programa es diferente.
La unidad de expansión agrega hasta 16 kByte de RAM y dos zócalos de ROM. Este último solo podría usarse apagando las BASIC ROMS internas.

### Comandos
| Comandos    | Sintaxis                     | Descripción |
| ----------- | ---------------------------- | --- |
| S (Set)     | S<dirección> [viejo] [nuevo] | Escribe el valor de 8 bits "nuevo" (en hexadecimal) en la dirección de 16 bits <dirección>. Ingresar solo la dirección y presionar enter hará que aparezca el valor anterior en la dirección y el cursor se colocará después del valor anterior para ingresar un valor.                                      |
| D (Dump)    | D<dirección>                 | Vuelca los valores de las direcciones <dirección> a <dirección + 14> a la pantalla. |
| G (Go)      | G<dirección>,<breakpoint>    | Establece el contador del programa en la dirección de 16 bits <dirección> y retorna a Monitor antes de que se ejecute la dirección del punto de interrupción <breakpoint>. |
| X (Examine) | X                            | Permite al usuario visualizar y cambiar el contenido de cada registro. La tecla RETURN aplica el valor modificado (si lo hay) y salta entre registros. Al escribir un carácter no hexadecimal, se sale de este comando.                                                                                      |
| R (Read)    | R<dispositivo>,<archivo>     | Transferir datos desde un almacenamiento externo a la memoria. <dispositivo> puede ser cualquiera de M (microcasete), C (casete externo) y P (cartucho ROM). La dirección de memoria se especifica mediante el comando "A (Dirección)".                                                                      |
| W (Write)   | W<dispositivo>,<archivo>     | Transferir datos desde la memoria especificada por el comando "A (Dirección)" a un almacenamiento externo. Consulte "R (Read)" para obtener más información. El cartucho ROM no es compatible con este comando.                                                                                              |
| V (Verify)  | V<dispositivo>,<archivo>     | Verifica los datos transferidos a un almacenamiento externo contra la memoria especificada por el comando "A (Dirección)". Consulte "R (Read)" para obtener más información. El cartucho ROM no es compatible con este comando                                                                               |
| A (Address) | A                            | Especifique un rango de direcciones para los comandos R, W y V. Se le solicitará al usuario una T (dirección superior), L (última dirección), O (valor de compensación) y E (punto de entrada). Los valores de compensación y punto de entrada solo se utilizan con los comandos "W (Write)" y "V (Verify)". |
| K (Key set) | K<text>                      | Ingrese una secuencia de teclas que se presionarán automáticamente al encender (y reiniciar). Presione CTRL+@ para detener. Se puede ingresar un máximo de 18 caracteres y las teclas de función cuentan como dos caracteres.                                                                                |
| B (Back)    | B                            | Vuelva al procedimiento desde el que se llamó a Monitor. |

## Modelos Epson similares o relacionados
- Epson PX-8 Geneva (HC-80 y HC-88 en Japón)
- Epson PX-4 (HC-40 en Japón; HX-40 y HX-45 en América) sucesor del HX-20 con una pantalla mayor y compatible CP/M como el PX-8
- Epson KX-1
- Epson PX-16 (compatible IBM PC portable, cartuchos compatibles con el Epson PX-4)
- Epson QX-10, QX-16
- Epson EHT-30, Epson EHT-40

## Galería de imágenes

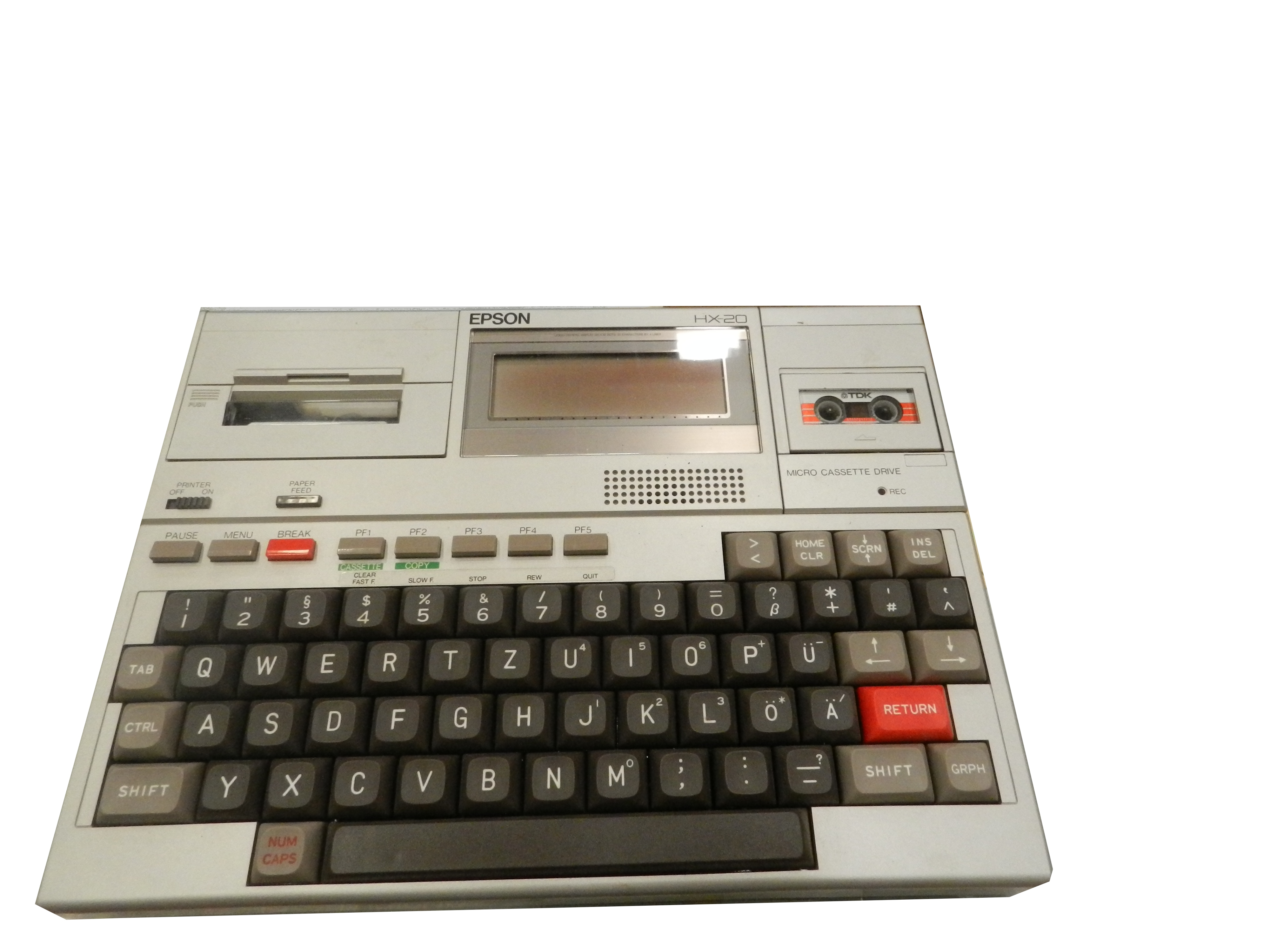
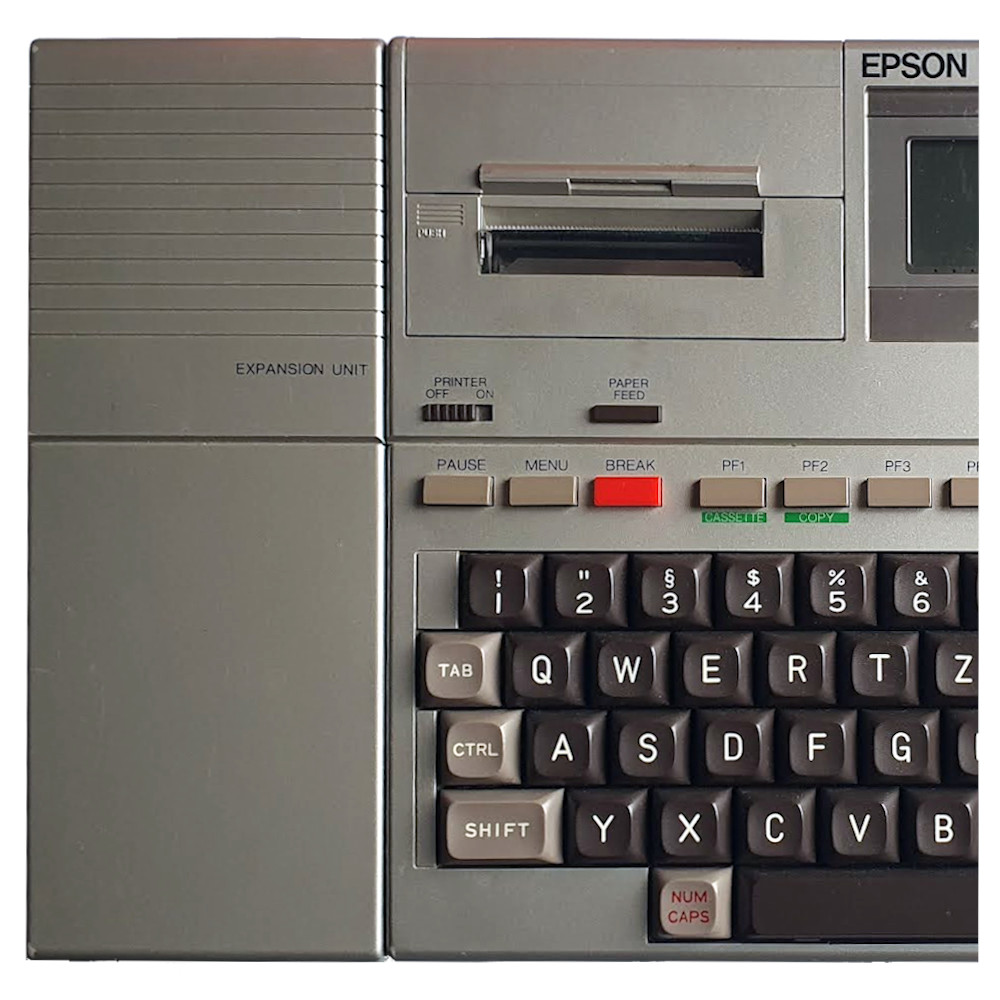
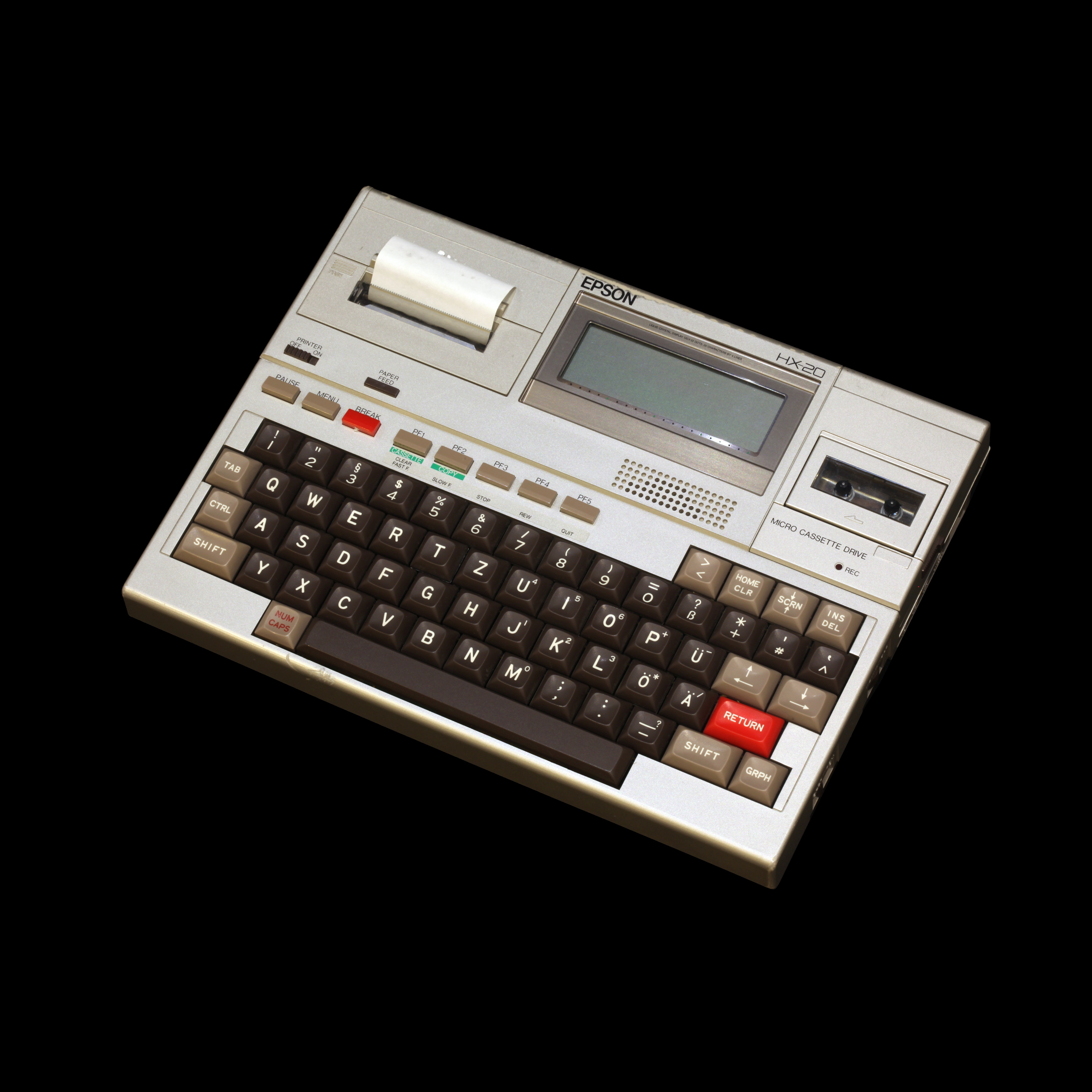
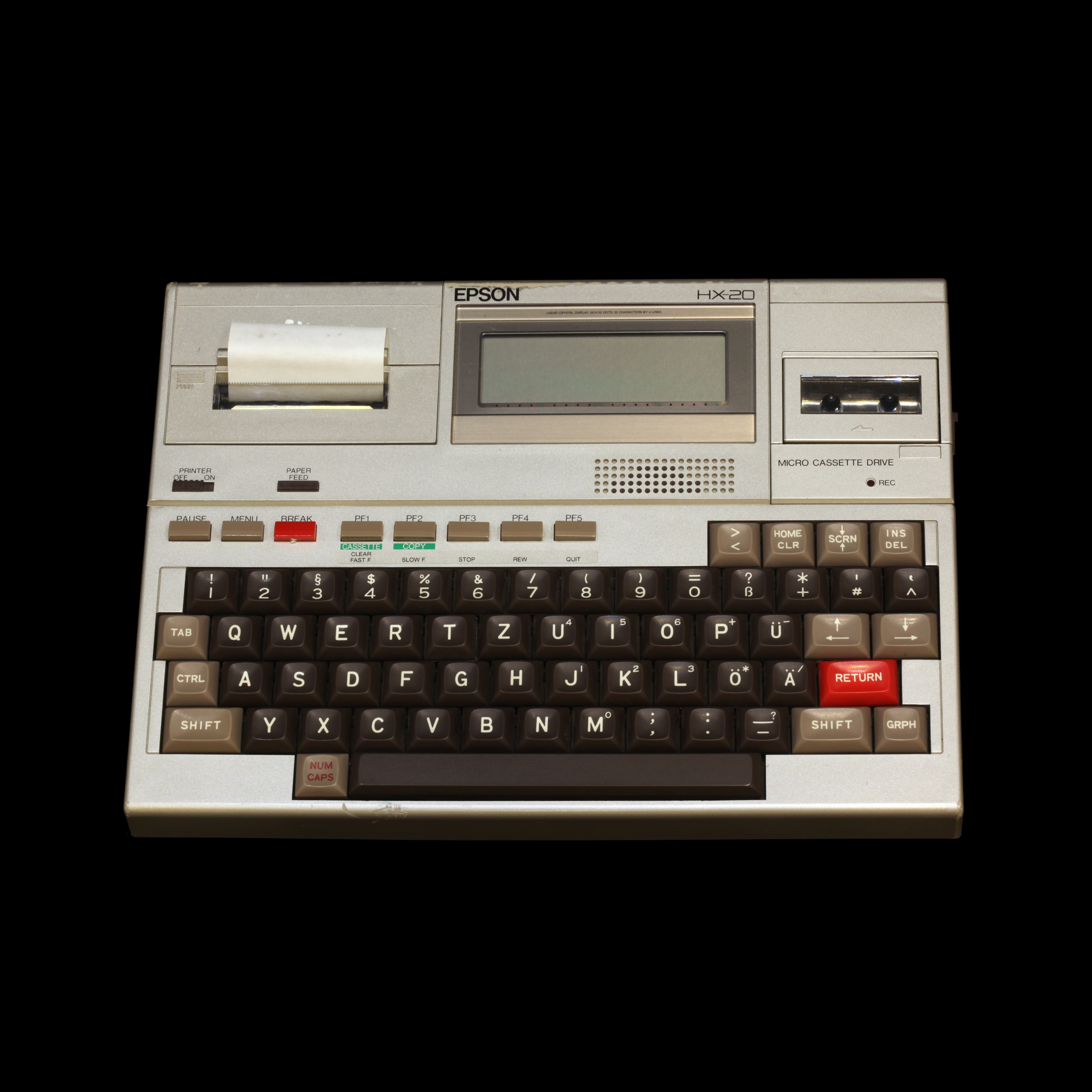
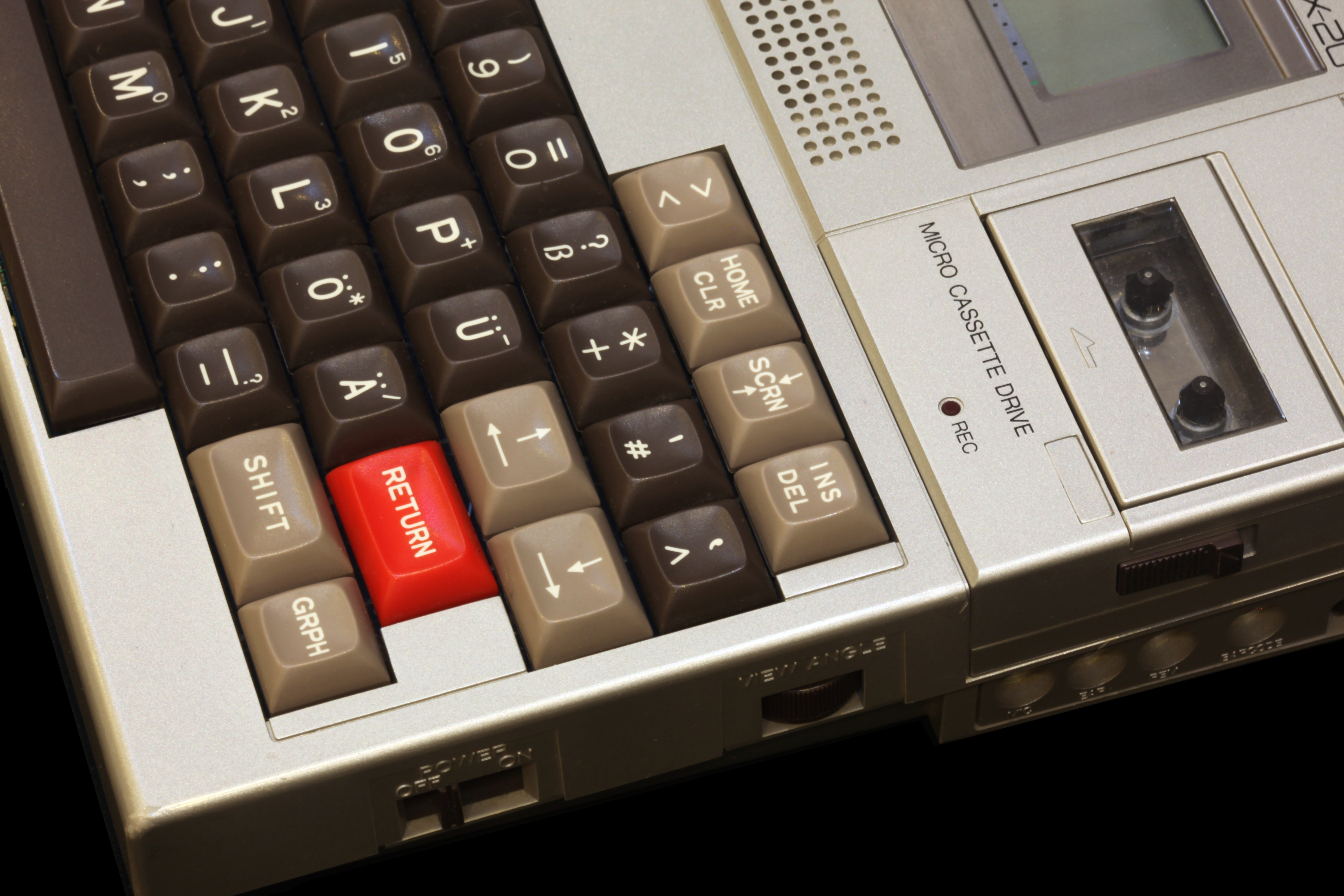
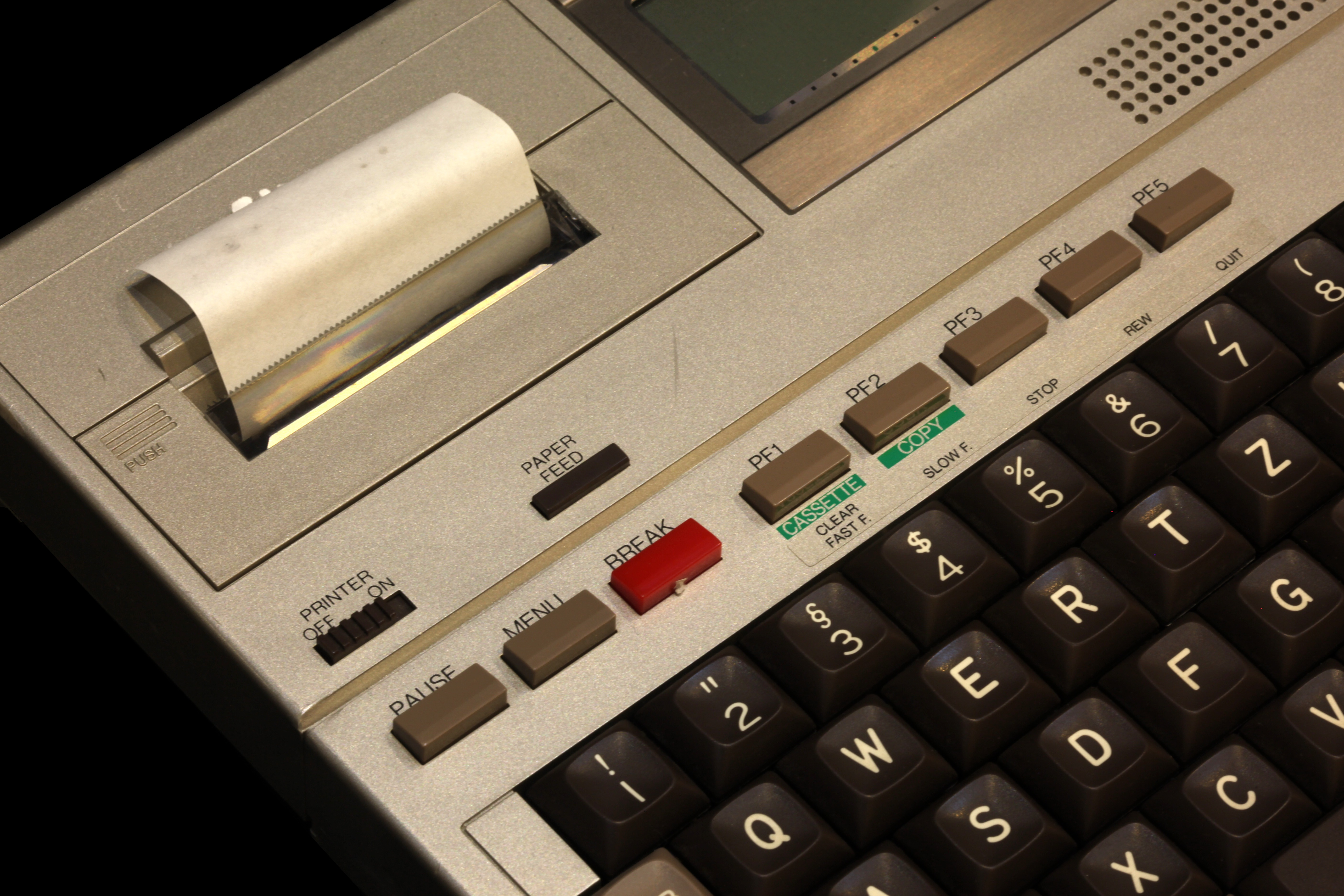
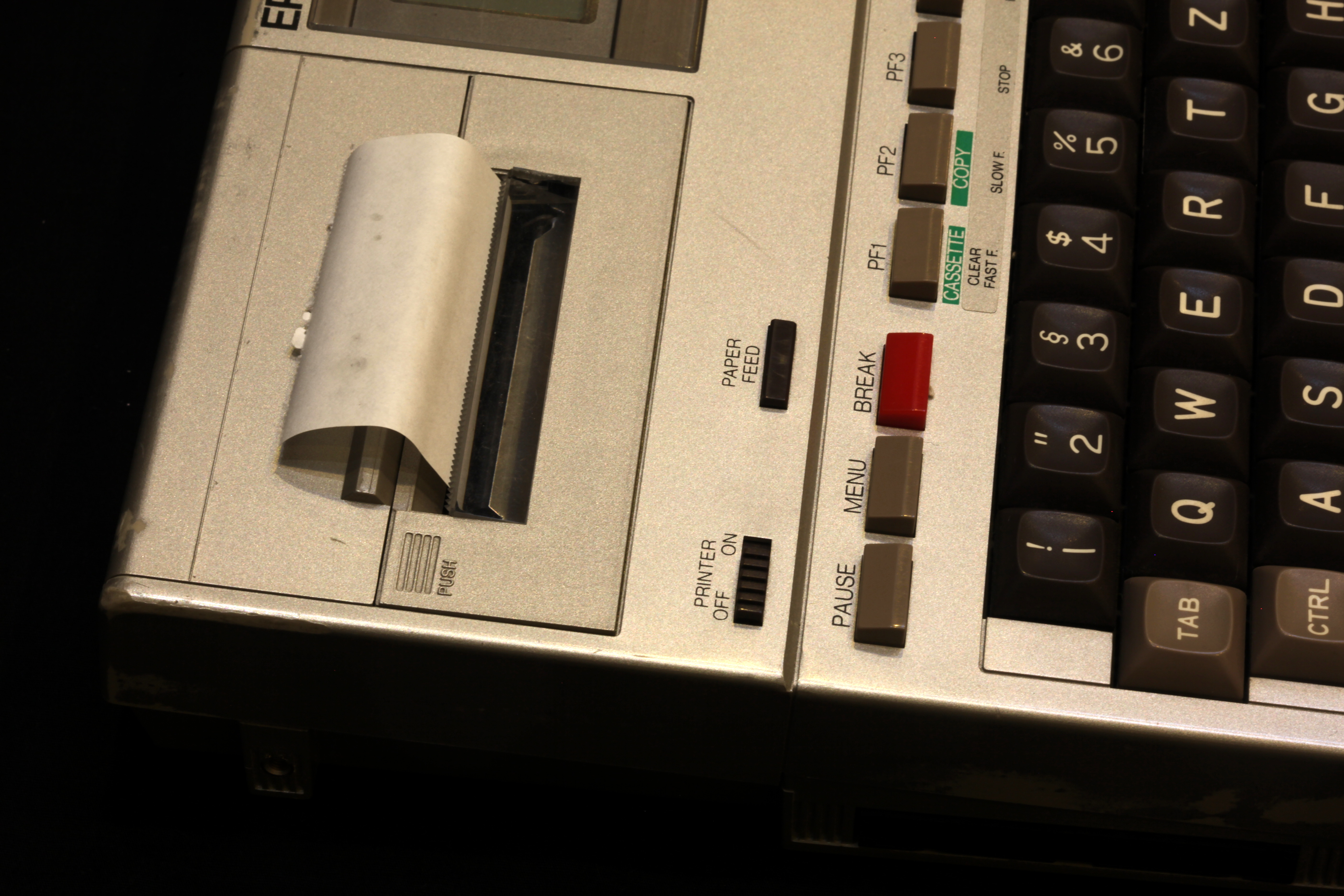
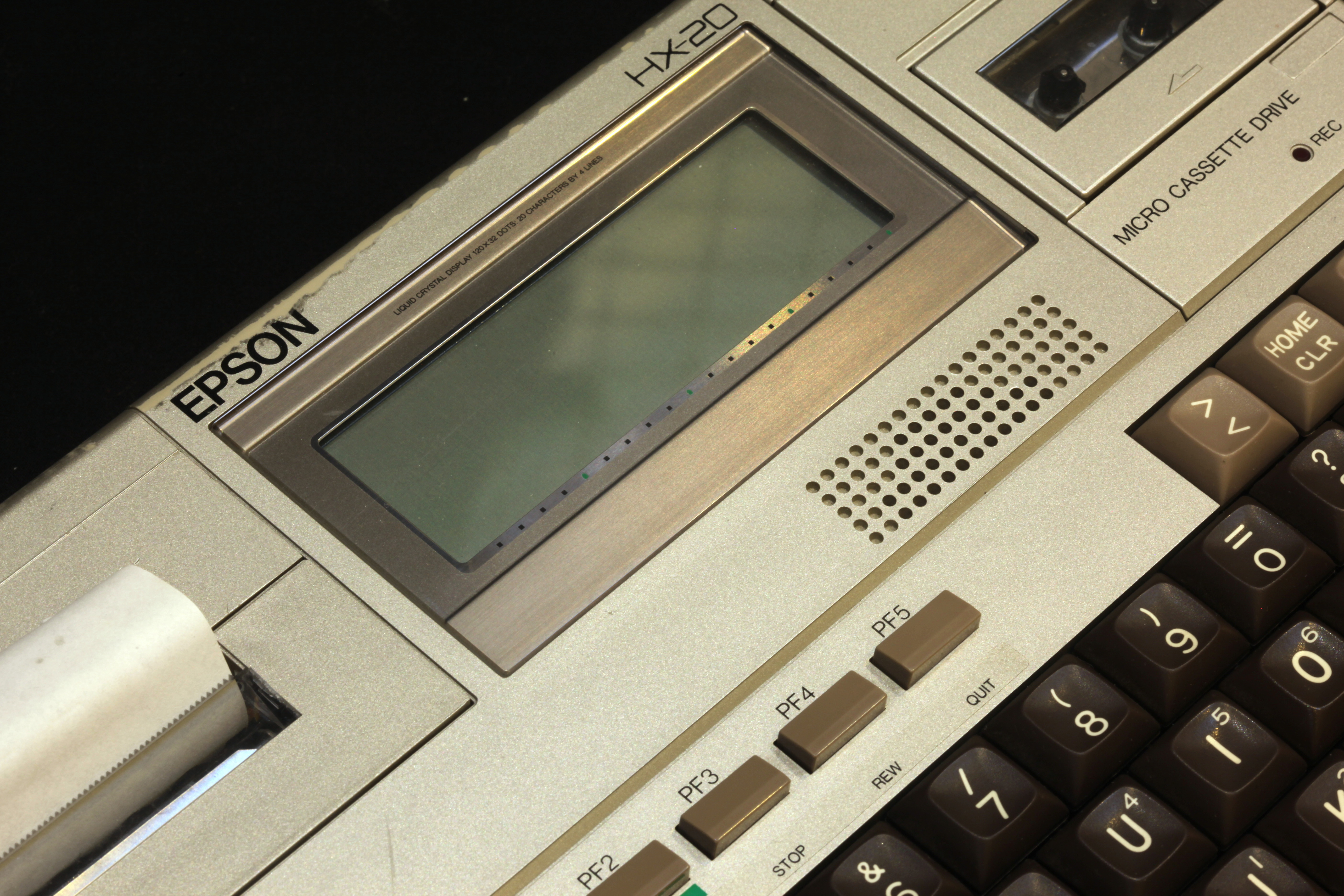
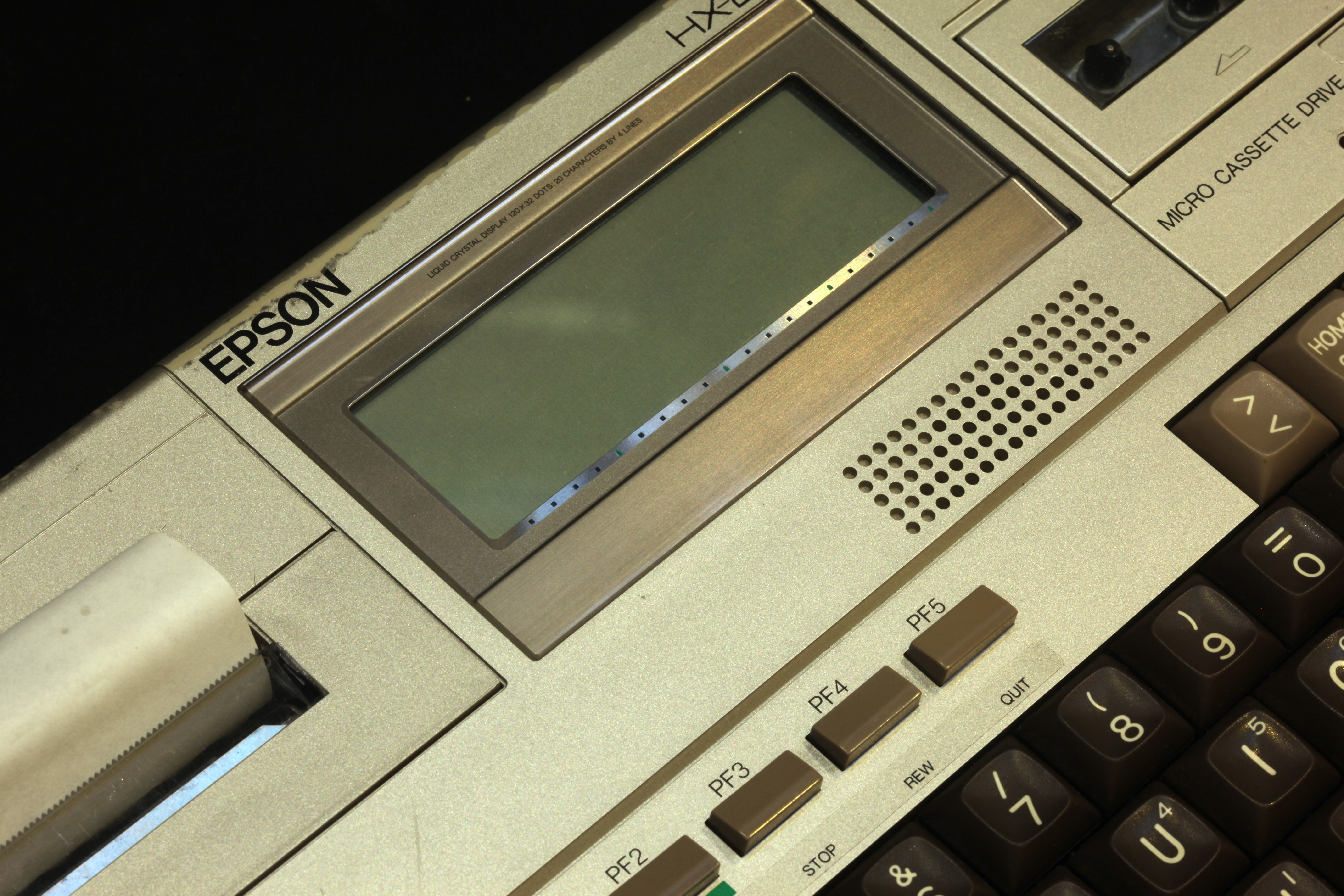
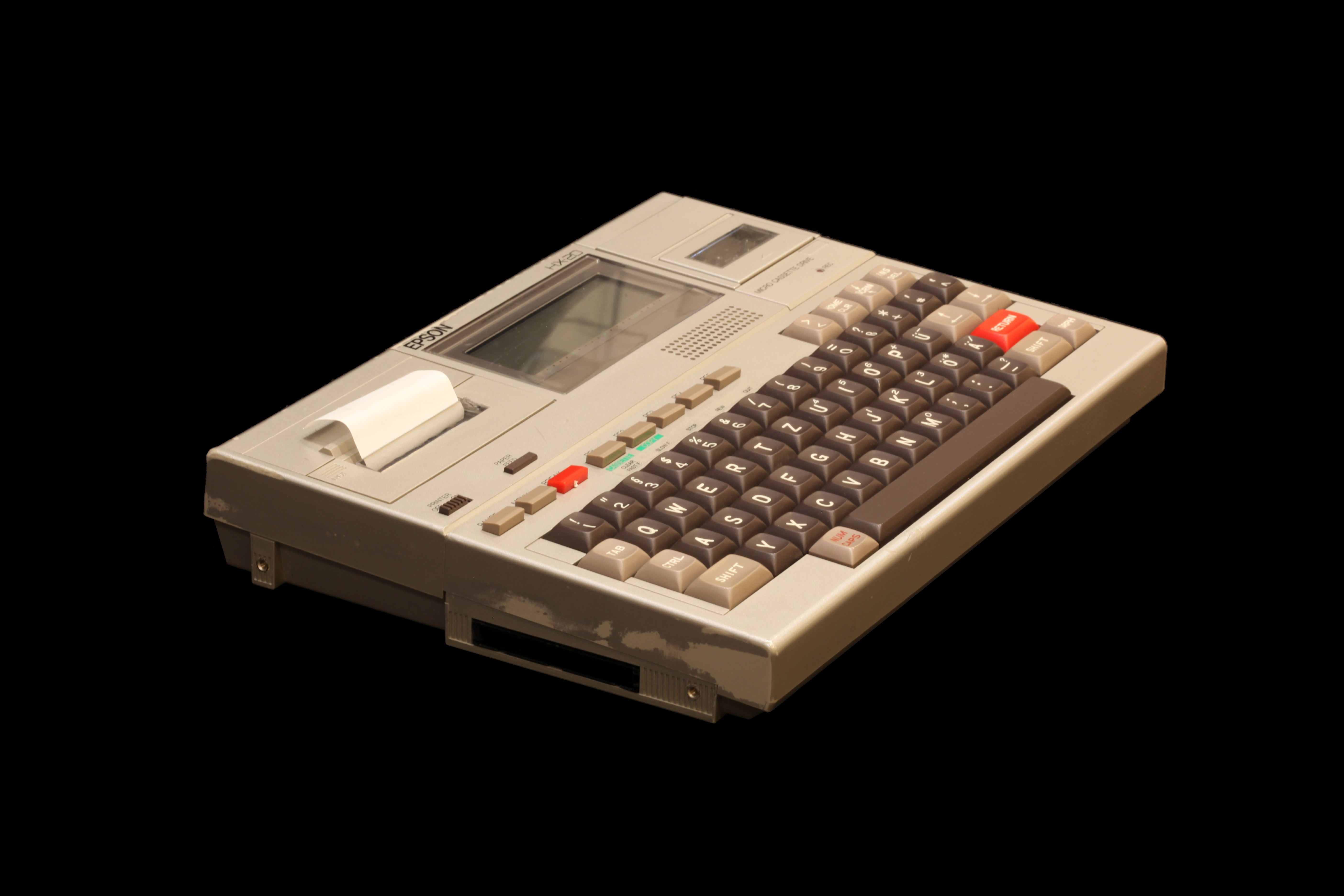
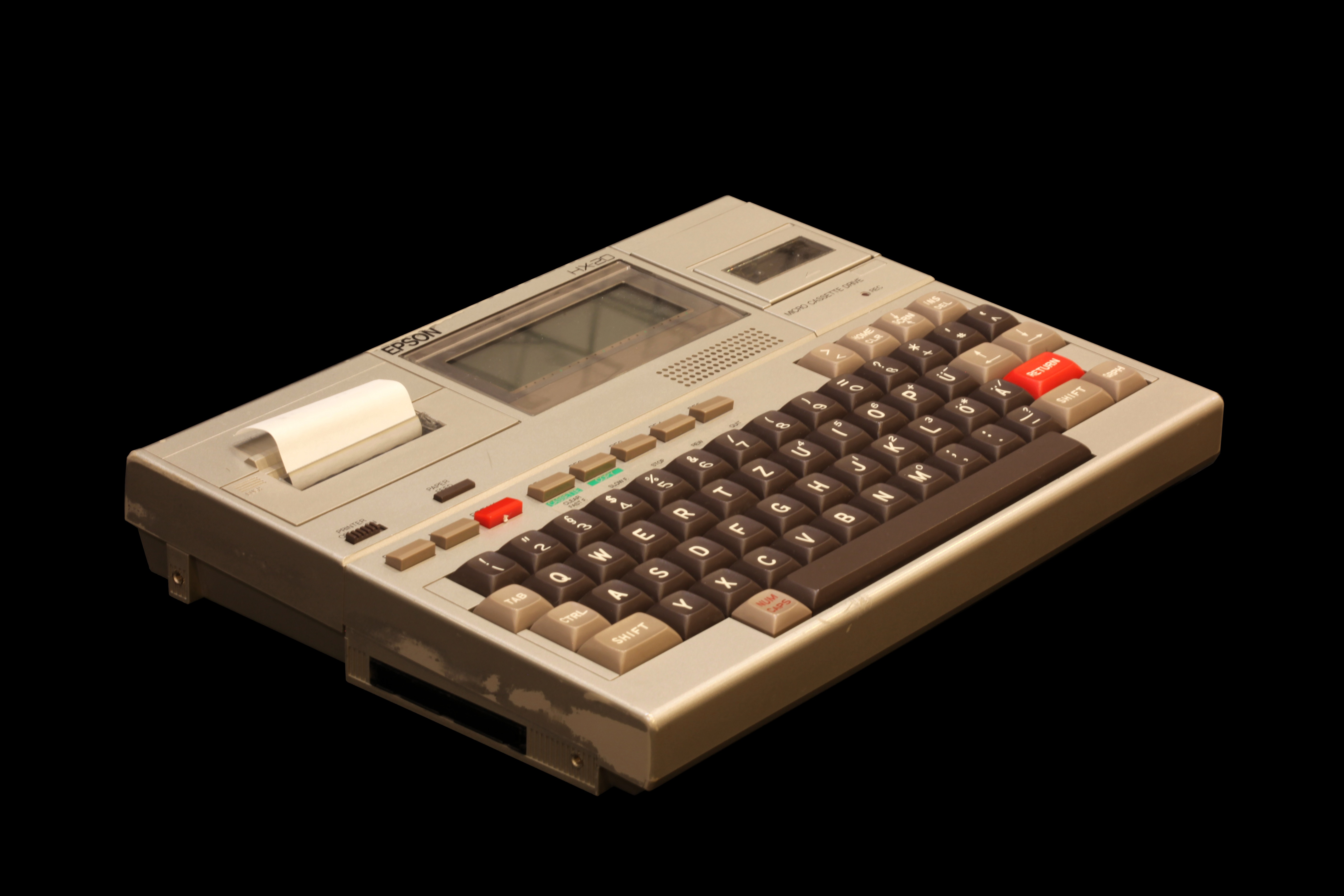
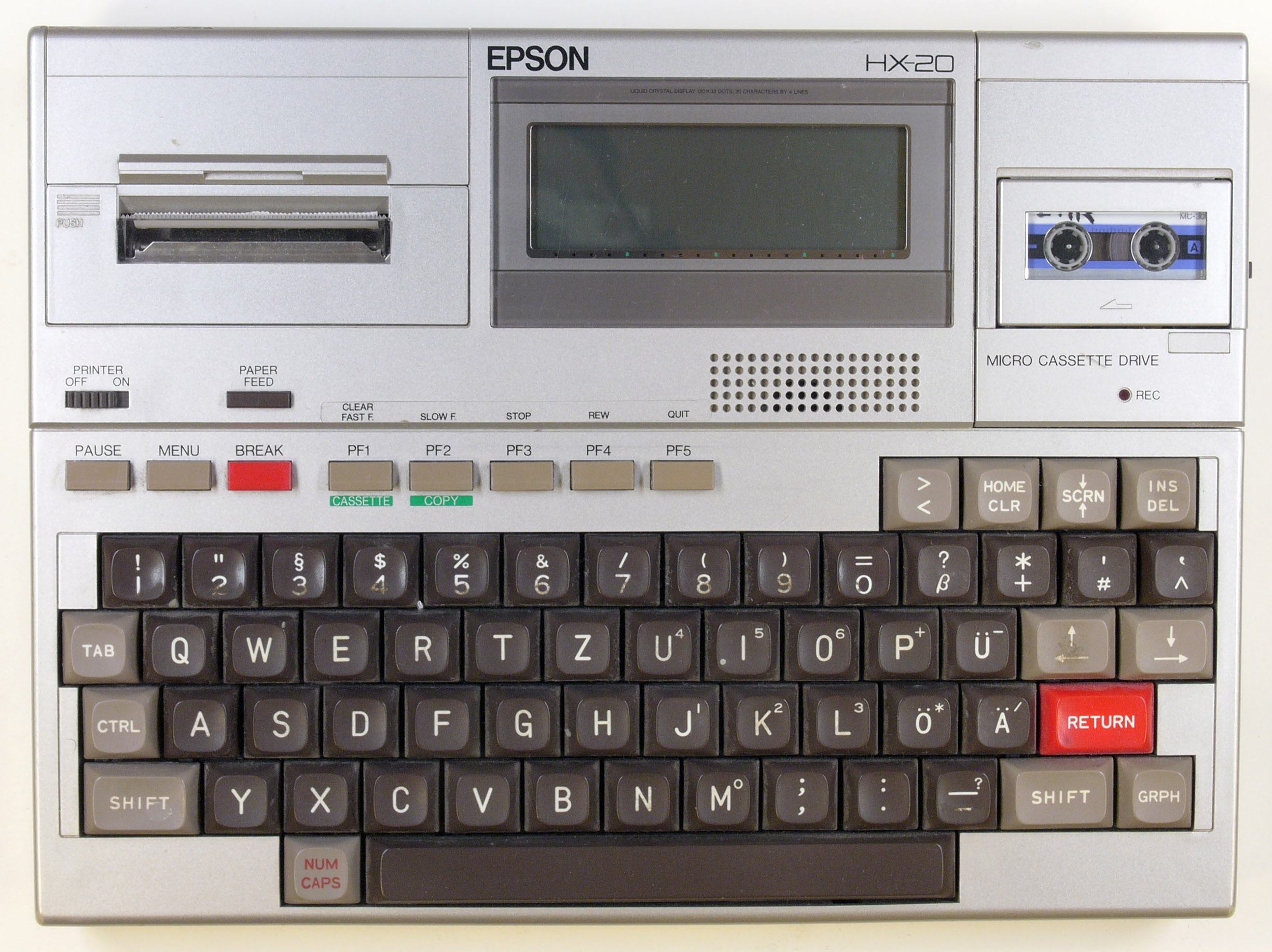
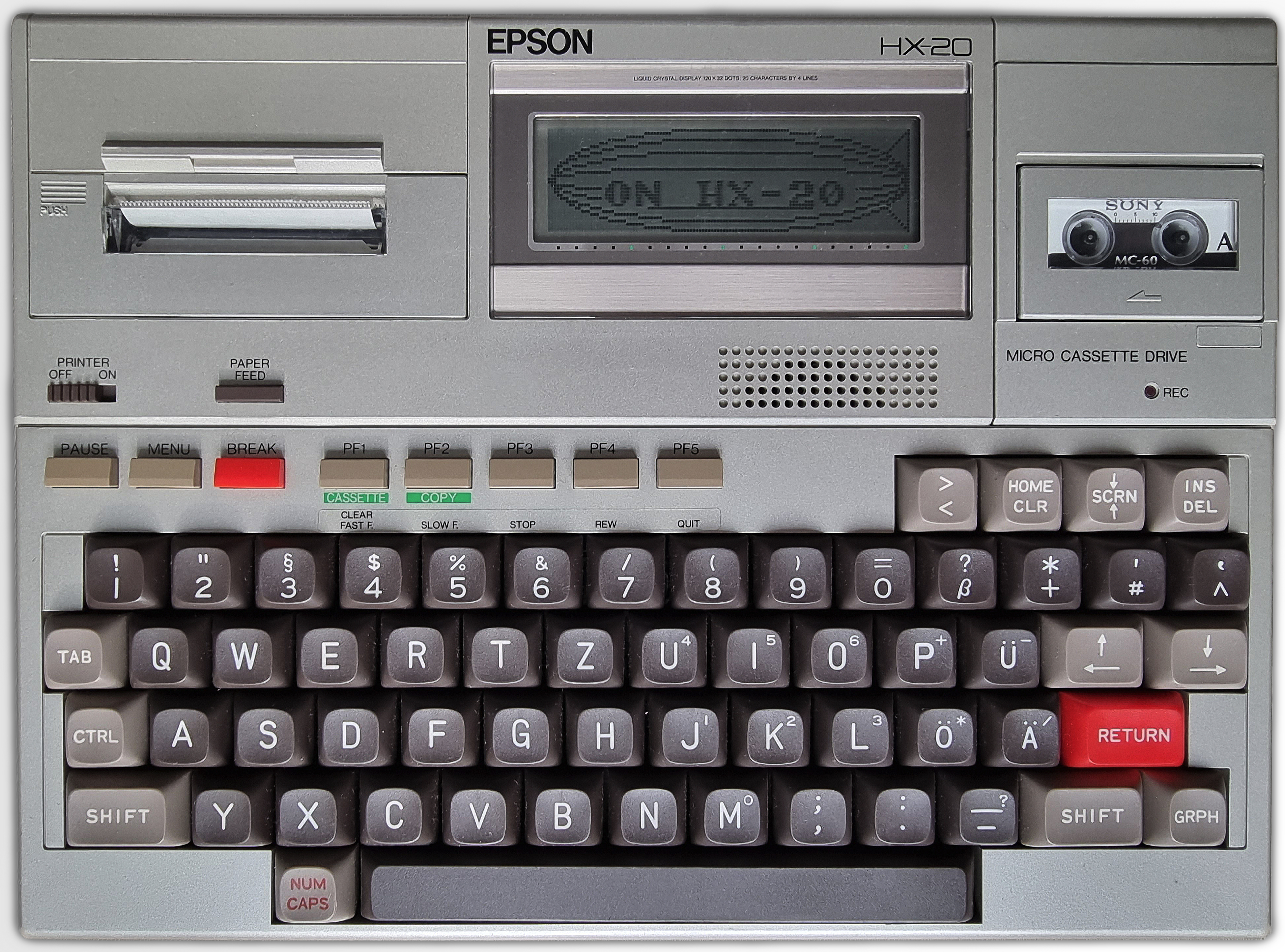
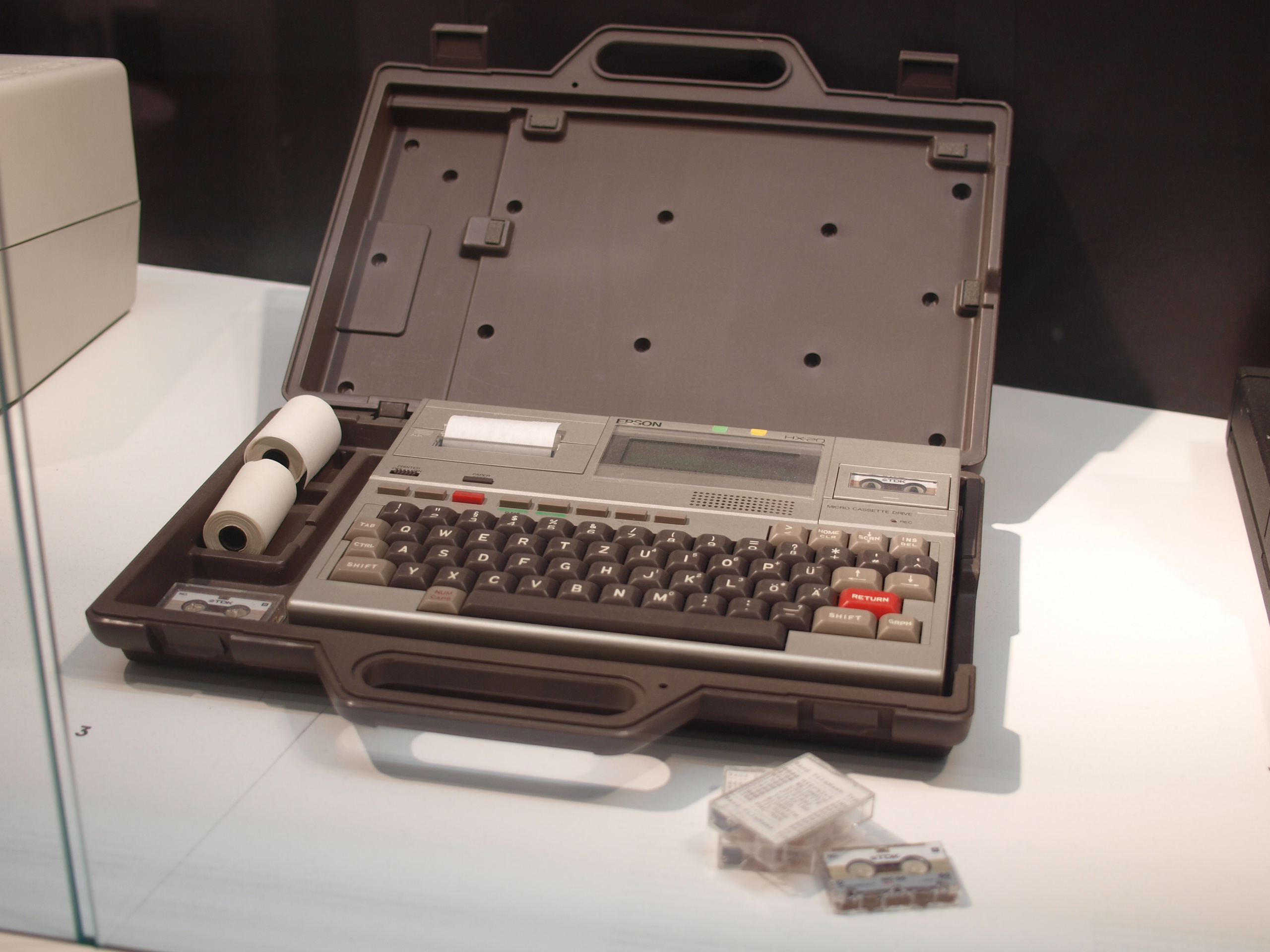
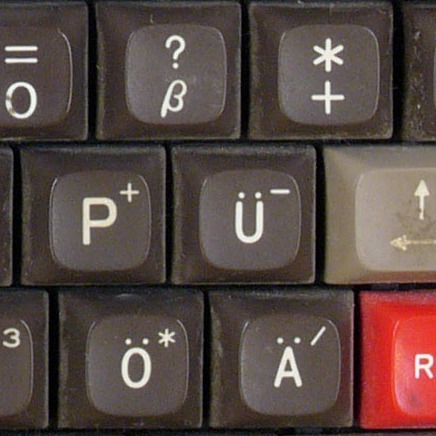

## Usos
El equipo tuvo diversos usos. 
- Está documentado su uso por la cárnica española Espuña (1994) en su flota de repartidores para imprimir tickets y tomar pedidos de las tiendas minoristas, que eran volcados al sistema encargado de la gestión de almacén[16]
- Por una subasta en eBay se conoce su uso por el ejército de la República Federal Alemana.

## Problemas
Una queja común encontrada en la mayoría de los ordenadores HX-20 actualmente es el fallo de la batería recargable interna de Ni-Cd. Puede ser fácilmente remplazada por una batería de Ni-Mh (o equivalente). No se considera que este cambio reduzca el valor de coleccionista del ordenador, ya que el hacerlo no provoca ningún daño interno. Un fácil arreglo consiste en remplazarla con cuatro pilas eléctricas tamaño AA, pero no es recomendable.